# Богданов дол
Богдано̀в дол е село в Западна България. То се намира в община Перник, област Перник.

## География
Селото се намира в един своеобразен дол, като прилежащите му терени в източната част са предимно земеделски масиви. В по-голямата част самият дол е силно залесен и китен. Покрай южния край на селото минава главният път за Брезник – Трън, а успоредно на него тече Конска река (Граовската река), приток на р. Струма. Най-високата местност над селото носи наименованието Китка.

## История
Историята на селото датира от средните векове. Смята се, че на това място се е заселил един от трима братя с име Богдан. Останалите двама Витан и Велко се заселват в местностите, където са сега селата Витановци и Велковци.
През 1765 година няколко десетки семейства от Богданов дол се преселват в околностите на Киев.
На изток от селото в близост до пернишкия квартал Бела вода в периода от 1948 г. до 1951 г. е имало репресивен трудов лагер, отделен от разрасналия се лагер „Куциян“.

## Образование
На територията на селото няма учебни заведения. Основното училище, което се намира в центъра на селото, от години не функционира. Местното население в по-голямата си част образова децата си в отстоящия на 3 км град Батановци. В селото има действащо читалище и библиотека.

## Религии
Религията е изцяло християнска.

## Културни и природни забележителности
През 1994 г. в местността „Въртоп“, намираща се в с. Богданов дол, на свято църковно място е направен параклис – дарение на църквата и селото. Той е направен от Петър Теофилов, който е жител на селото, с помощта на негови приятели. Параклисът е построен за здраве на селото и на неговото семейство и по-специално за здравето на неговата дъщеря Мария. Параклисът е кръстен „Успение Богородично“ на името на дъщеря му и на светлия празник. Мястото е свято и е прочуто още от римско време. Има поверие, че водата в намиращия се там кладенец е лечебна – лекува всякакви рани. Още римляните са смятали, че тази вода има лечебни свойства. Поверие разказва, че римляните карали техен пълководец към лечебния кладенец, но по пътя той умира. Затова те изграждат на това място могила и погребват там пълководеца си. След години жители на селото, организирани от Митко Величков /Цаньов/ изкопават там бунар /кладенец/, чиято вода също се смята за лечебна. Параклисът е открит и осветен на 15 август 1994 г. Оттогава на тази дата се прави курбан, организиран от Петър Теофилов. Курбанът се прави за здраве на дъщеря му Мария, цялото му семейство и за здравето и благополучието на цялото село. На този ден там се събират хората от цялото село, но също така идват и много хора от околните населени места.

## Редовни събития
Всяка година на 6 май – Гергьовден, се провежда събор за деня на овчаря, на който се пресъздава обичая „Премуз“ и се раздават награди за най-добър стопанин, издоил най-много мляко от стадото си. Празникът протича с много песни, хора и веселие. Неотменна част от празника е и чевермето, защото какво е Гергьовден без чеверме. По стара традиция се довеждат и овчарски кучета, защото те са пазачите на стадата. На празника, който се провежда в центъра на селото, излизат мало и голямо както от селото, така и от околните населени места. На този ден се почита паметта на Св. Георги, който е закрилник и пазител на овчарите.
Друго редовно събитие, което се провежда в с. Богданов дол, е приготвянето на курбан за здраве на осми ноември, когато се чества празникът „Св. Архангел Михаил“ или Ранджелов ден. На този ден в черквата на селото, която носи името на светията, се провежда литургия за здраве, а след това се прави курбанът за здраве, който се прави в магерницата на селото. Самият курбан се приготвя от жените на селото и се раздава на гостите за здраве. На този ден също се събират както жителите на селото, така и хора от цялата околност.

## Личности
- Павлина Горчева, народна певица

## Икономика
В селото се намира една от най-старите мелници за региона. И мелницата функционира и захранва софийски хлебопекарници за ръчен хляб с уникалното си брашно по поръчка. В югозападната част на селото, на мястото, където е било преди години ТКЗС-то, е построена и друга съвременна мелница, осигуряваща препитание на хора от селото и околията. В селото има и няколко хлебопекарници. По-голямата част от населението работи в областния град Перник, като е осигурен удобен автобусен транспорт през 1 час.

## Други
Поради китната си и красива природа, съчетана със спокойствие, селото се превръща в привлекателно място за жителите на намиращия се на 10 км областен град Перник. Забелязва се тенденция към построяването на нови жилищни сгради и постепенно нарастване на населението. Местните жители са типични представители на етнографската област Граово и поради тази причина ги наричат Граовци. Историята на Граово започва още хилядолетия преди шопите, още от времето на неолита.